# Phaeographopsis palaeotropica
Espèce
Phaeographopsis palaeotropica est une espèce de lichens tropicaux du genre Phaeographopsis.

## Habitat
On la trouve au Cameroun, plus particulièrement à Massea. Elle pousse sur les tronc des arbres et lianes.

## Publication originale
- K. Kalb, 2004 : New or otherwise interesting lichens. II. Bibliotheca Lichenologica. vol. 88, pp. 301-329